# طوطی سرپولکی
طوطی سرپولکی (نام علمی: Pionus maximiliani) گونه‌ای از پرندگان در زیرتیرهٔ Arinae از تیرهٔ طوطیان راستین، شامل طوطی‌های آفریقایی و جهان جدید است. به آن پیونوس سرپولکی، پیونوس ماکسیمیلیان و طوطی ماکسیمیلیان نیز می‌گویند. در برزیل، بولیوی، آرژانتین و پاراگوئه یافت می‌شود.

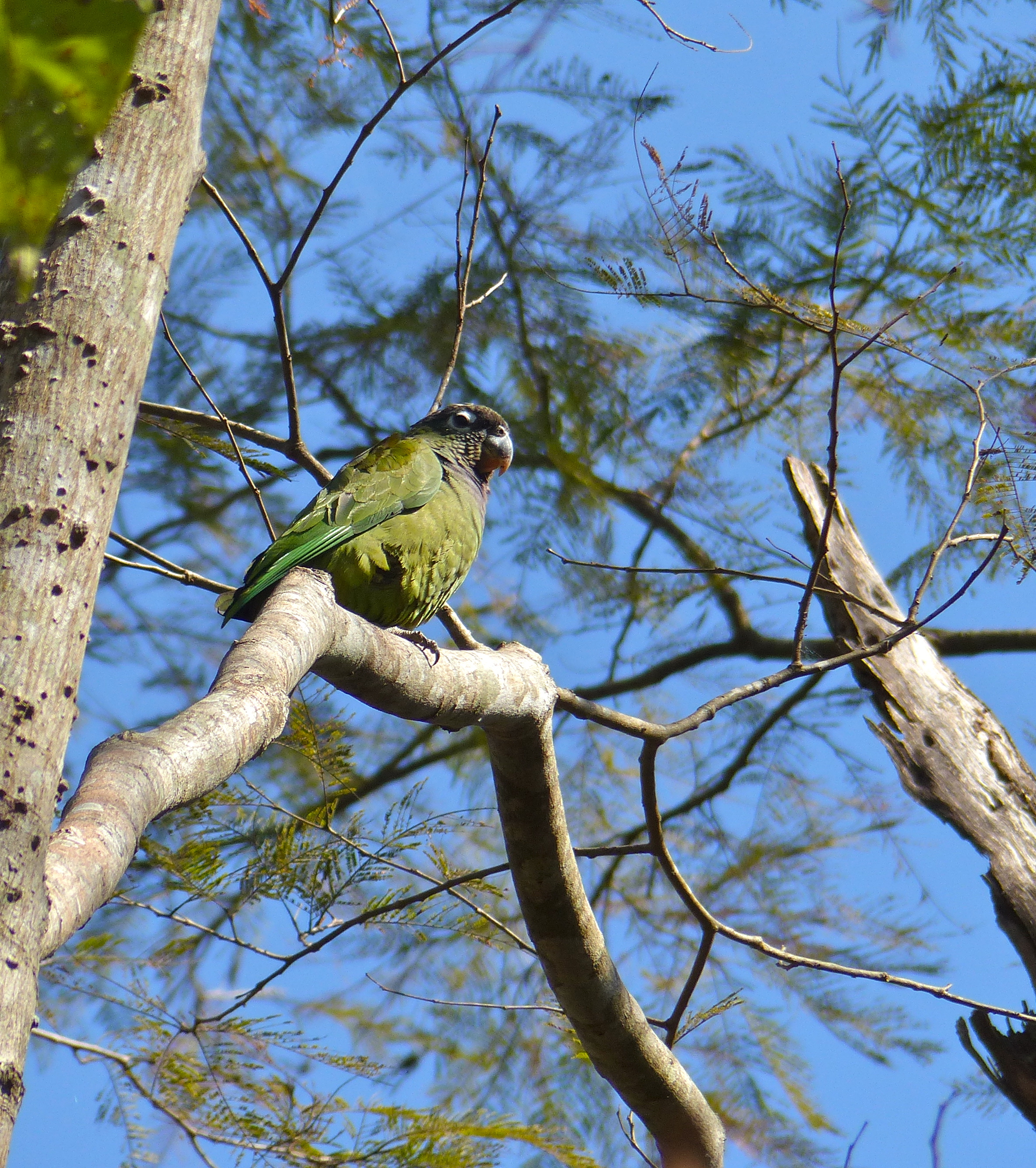
طوطی سرپولکی وحشی

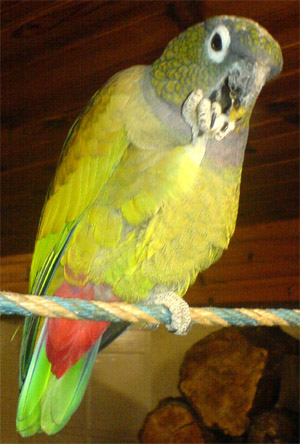
طوطی سرپولکی اسیر